# 392
Cette page concerne l'année 392  du calendrier julien. Pour l'année 392 av. J.-C., voir 392 av. J.-C. Pour le nombre 392, voir 392 (nombre).
L'année 392 est une année bissextile qui commence un jeudi.

## Événements
- Arbogast conduit avec succès une expédition sur le Rhin contre les Francs au début de l'année[1].
- 15 mai : mort de Valentinien II. Théodose Ier confie la protection de Valentinien II et la défense de la Gaule au général franc et païen Arbogast. Celui-ci devient par sa valeur et son expérience fort populaire dans l’armée. Valentinien qui supporte mal la tutelle d'Arbogast, le fait révoquer, quand celui-ci refuse d’intervenir contre les barbares de Pannonie, qui menacent l'Italie[1]. Arbogast refuse d’obéir et fait assassiner Valentinien  à Vienne (selon une autre version, il se serait suicidé), puis donne l’empire à l’un de ses amis, Eugène, haut fonctionnaire de la chancellerie impériale[2].
- 22 août, Lugdunum : début du règne d'Eugène, empereur d'Occident[2]. Il envoie deux ambassades infructueuses en Orient pour se faire reconnaitre par Théodose[3].
- 8 novembre, Constantinople : loi interdisant les immolations sous peine de mort et les autres actes d'idôlatrie sous peine de confiscation des maisons ou des terres où ils auraient été commis[4].

## Naissances en 392
- Marcien, empereur d’Orient (ou en 396).
- Naissance de la mère de Baptiste Gruat.
- Garbanion ap Coel, roi britonnique.

## Décès en 392
- 15 mai : Valentinien II, empereur romain associé.